# غوردون رينر
غوردون رينر هو محامي وسياسي أمريكي، ولد في 17 نوفمبر 1900 في سينسيناتي في الولايات المتحدة، وتوفي في 2 سبتمبر 1964 في بوكا راتون في الولايات المتحدة. نشط حزبياً في الحزب الجمهوري. وقد انتخب عضو مجلس نواب أوهايو ‏.